# Оруметс, Велло Августович

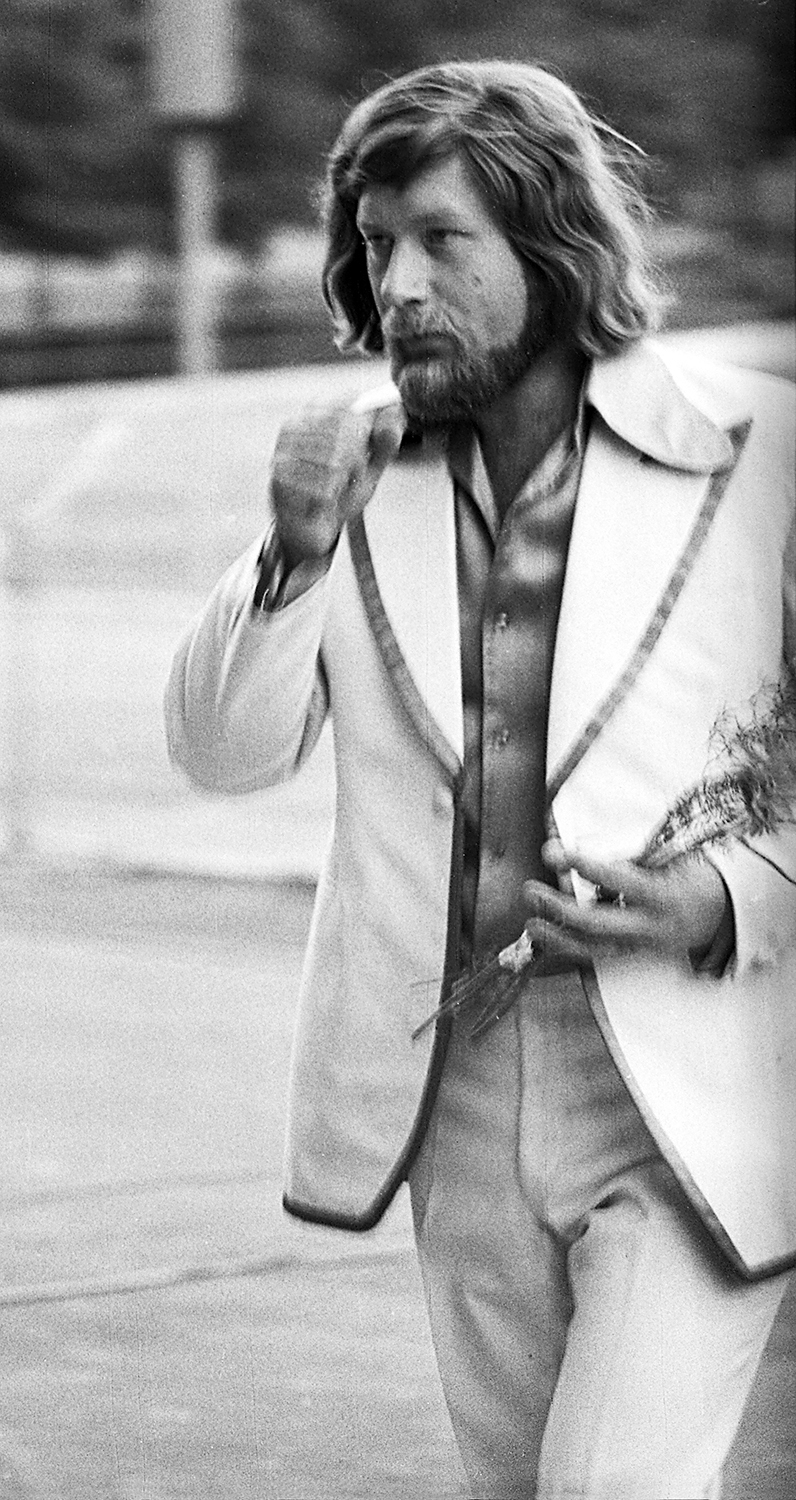
Велло Оруметс в 1975 году

Ве́лло А́вгустович О́руметс (эст. Vello Orumets; 28 июня 1941, Вильянди — 26 мая 2012, Тарту) — советский и эстонский эстрадный певец. Заслуженный артист Эстонской ССР (1976).
Оруметс окончил эстрадную студию Государственной филармонии Эстонской ССР в 1960 году по специальности вокала. В 1959—1962 годах изучал музыкальную педагогику в Таллинском педагогическом институте.
С 1960 по 1977 год — солист ансамбля Laine, с 1978 по 1988 год — ансамбля Erfia.
Репертуар Велло Оруметса насчитывал более 400 песен. Из исполненных им песен самой красивой он считал «Прощай, Мария».

## Альбомы
- 1982 — Vello Orumets («Велло Оруметс»), 7" LP, Мелодия
- 1997 — Kutse tantsule nr 4: Kolm kaunist sõna («Приглашение на танец № 4 : Три прекрасных слова»), Aidem Pot
- 1999 — Las jääda kõik mis hea 4 («Пусть останется всё то хорошее 4»), Hitivabrik
- 2000 — Kutse tantsule nr 15: Sekspomm («Приглашение на танец № 15: Секс-бомба»), Aidem Pot
- 2000 — Valged jõulud («Белое Рождество»), Hit Factory
- 2001 — Eesti kullafond («Эстонский золотой фонд»), 3CD Hitivabrik
- 2002 — Sõbrale («Другу»), Metronom Productions
- 2008 — Rõõmus meremees  («Счастливый моряк»), Lehelmus OÜ
- 2009 — Igatsus on armastus («Тоска есть любовь»), TopTen
- 2012 — Vello Orumets 70 («Велло Оруметс 70»), 3CD Aenigma OÜ

## Признание
- 1976 ― Заслуженный артист Эстонской ССР.

## Частная жизнь
Отец — Август Оруметс (до 3 февраля 1938 года Август Нильсон).

Мать— Адель-Хелен Оруметс (Нильсон, урождённая Ленсин).
Велло Оруметс похоронен на Таллинском лесном кладбище, на театральном участке.